# Casa Ramos
La Casa Ramos és un edifici d'habitatges modernista situat a la Plaça de Lesseps de Barcelona, declarat bé cultural d'interès nacional.

## Història
Fou projectada el 1905 per l'arquitecte Jaume Torres i Grau per a Ricard Ramos i Cordero, conseller-fundador de Foment d'Obres i Construccions SA.
La seva realització coincideix amb l'any en què es programà i es difongué el nou concepte estètic batejat com a noucentista per Eugeni d'Ors des del Glossari de La Veu de Catalunya (1906). Tot i això, sembla haver rebut influències de Domènech i Muntaner i de Puig i Cadafalch, encara de ple dins del moviment modernista.

## Descripció
Es tracta d'un edifici amb tres cossos d'escala de planta baixa, entresol i quatre pisos, amb una façana principal orientada cap a la plaça de Lesseps i una lateral molt més senzilla.
El parament fou realitzat amb esgrafiats beige i dibuixos blancs amb ornaments aplacats, completat amb tribunes de pedra de Montjuïc i balcons amb baranes de forja. El coronament del conjunt té un regust medievalista, concretament gòtic.
Entre els elements mobles, cal esmentar un gran llum de forja de tres braços que hi ha al pati, on s'aprecia la influència de Lluís Domènech i Montaner. També ofereixen interès les plaques dels timbres, de llautó, dins del corrent modernista.

## Galeria

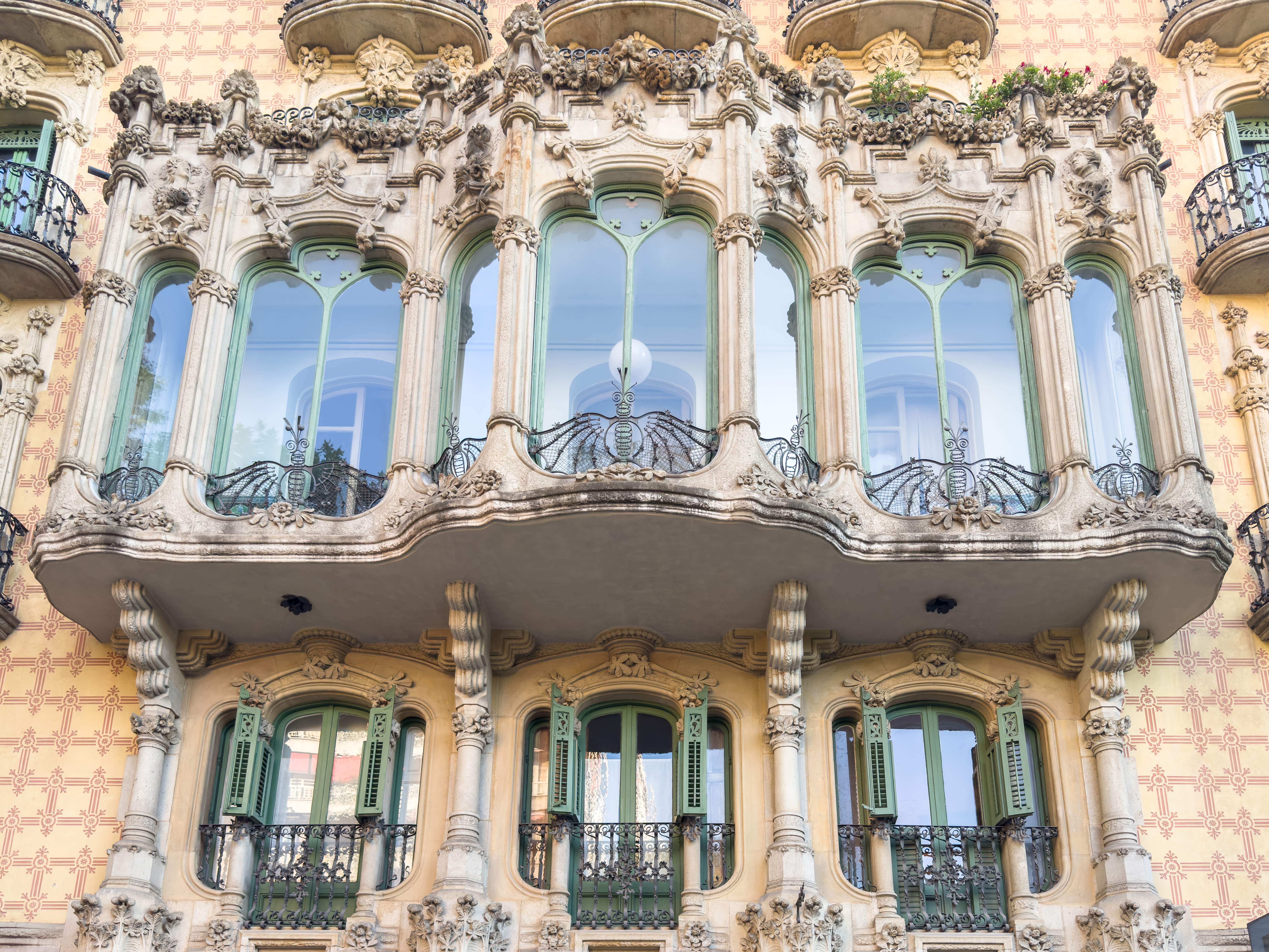
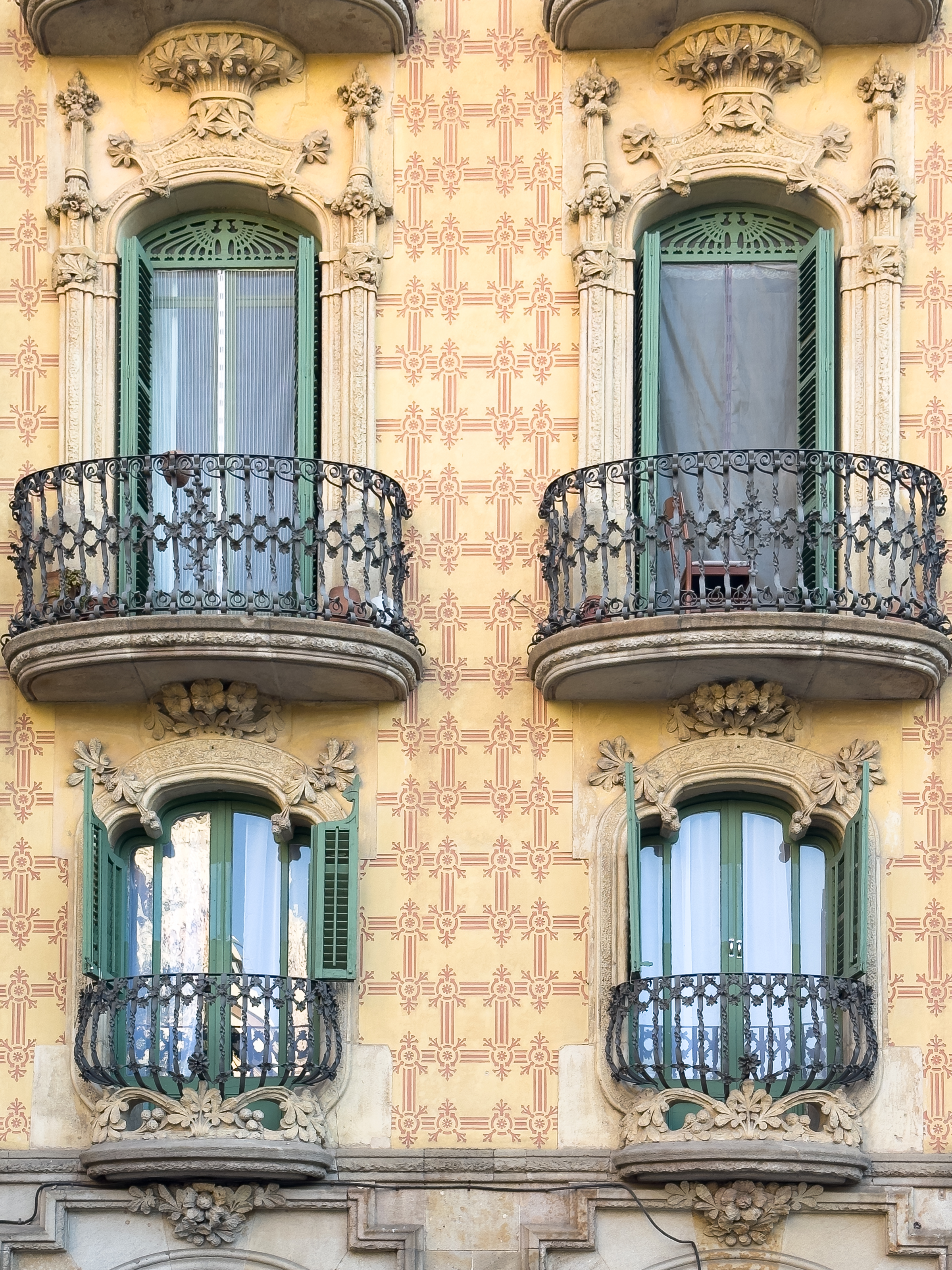
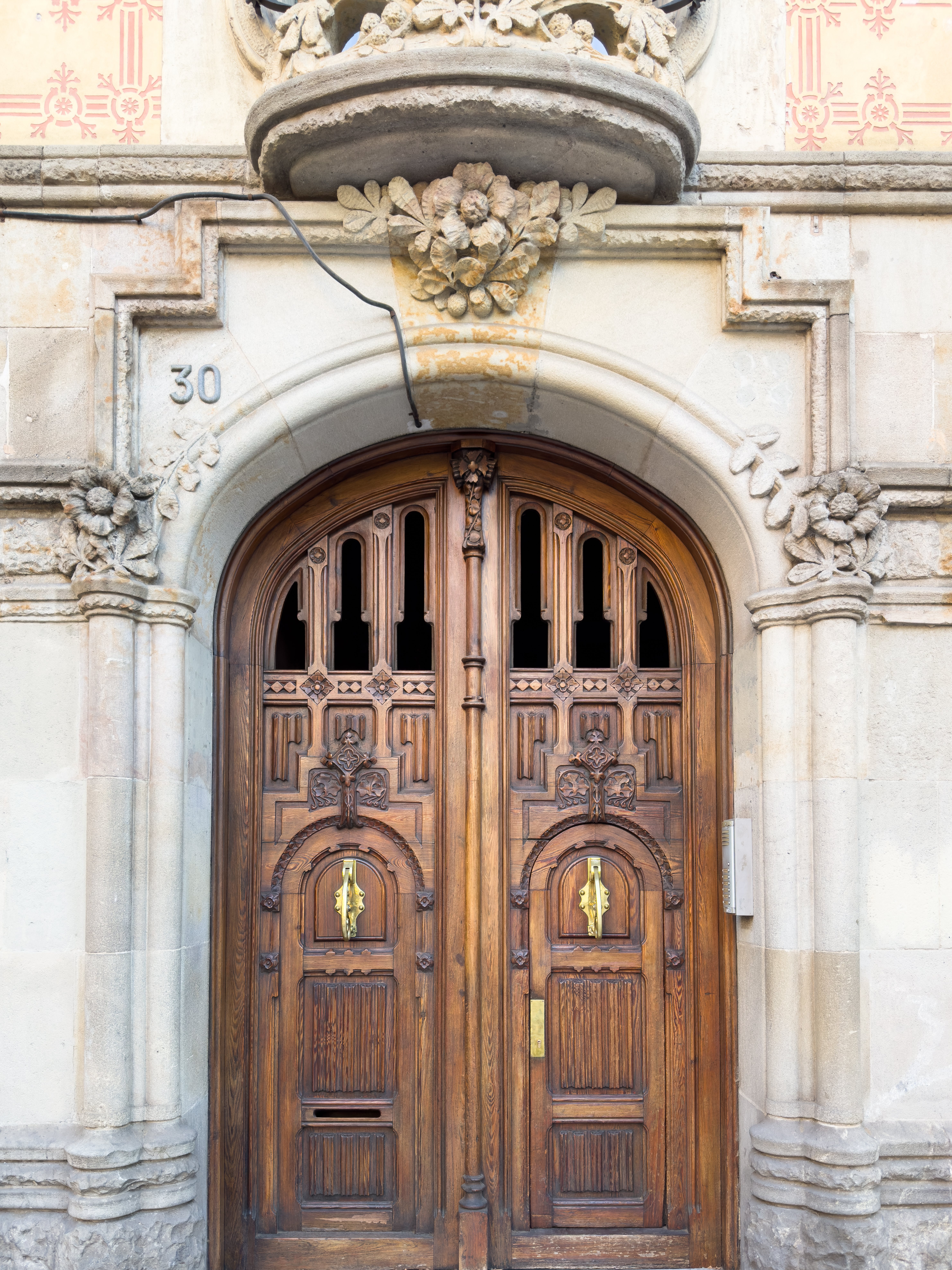
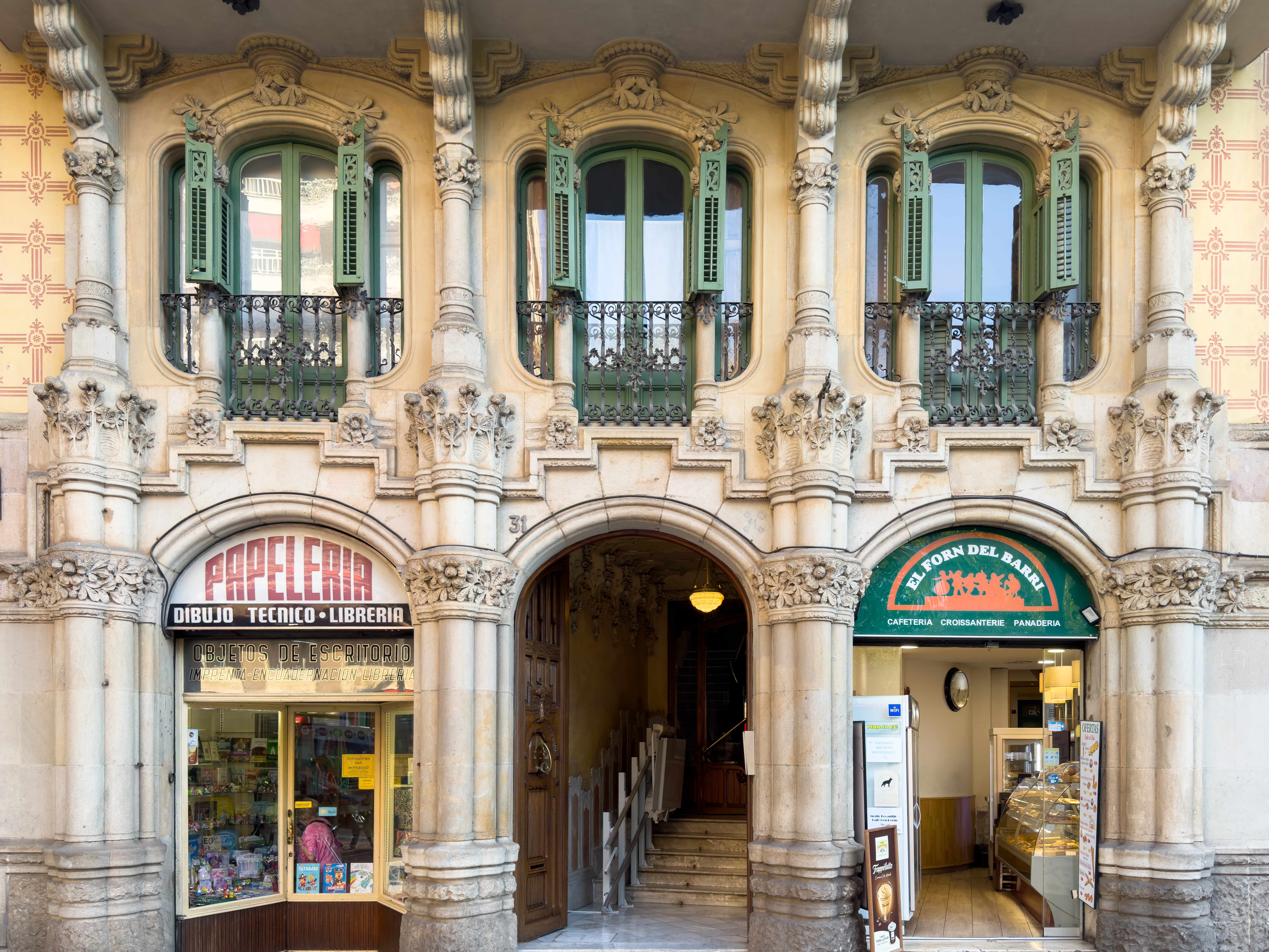
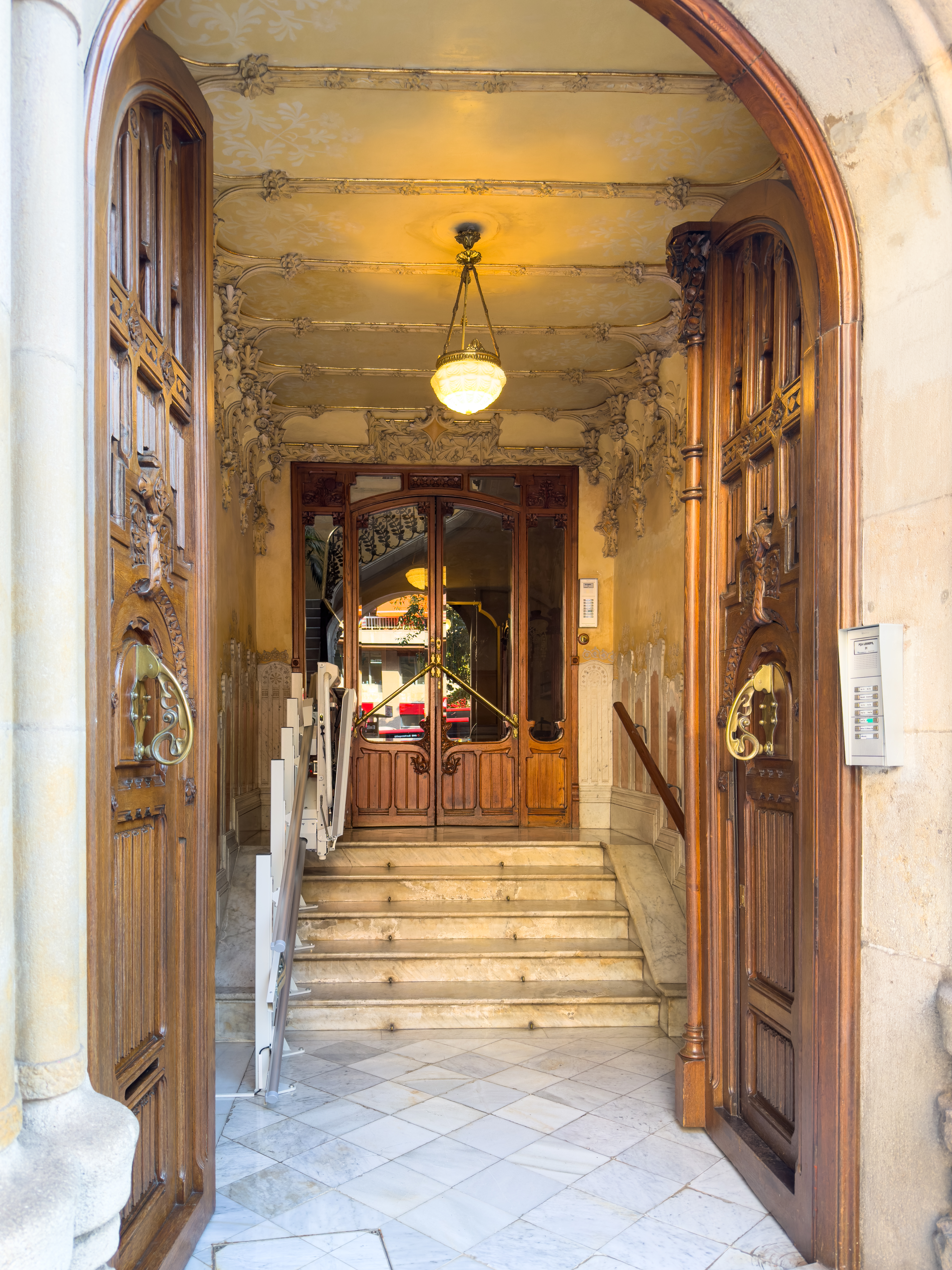
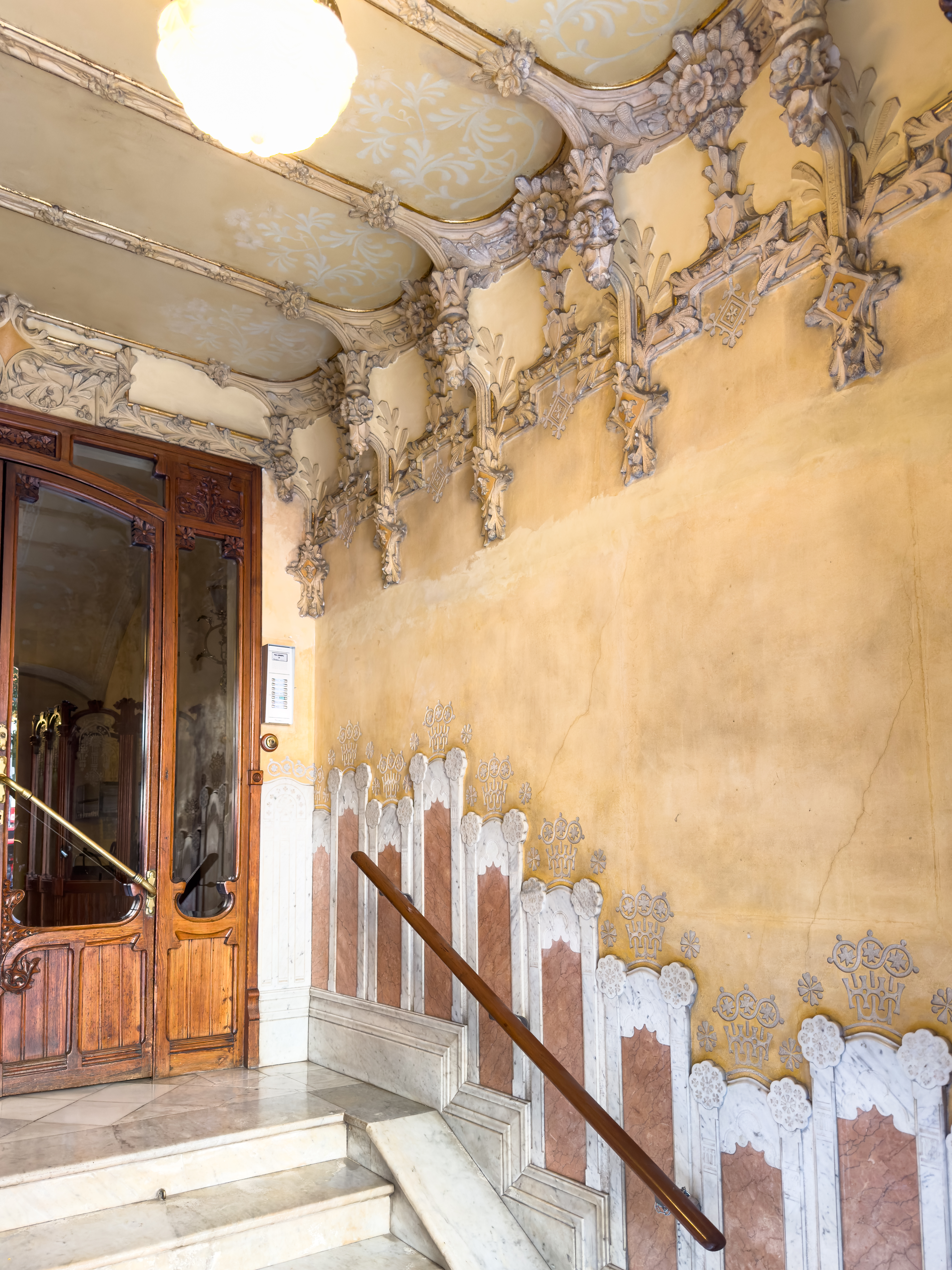
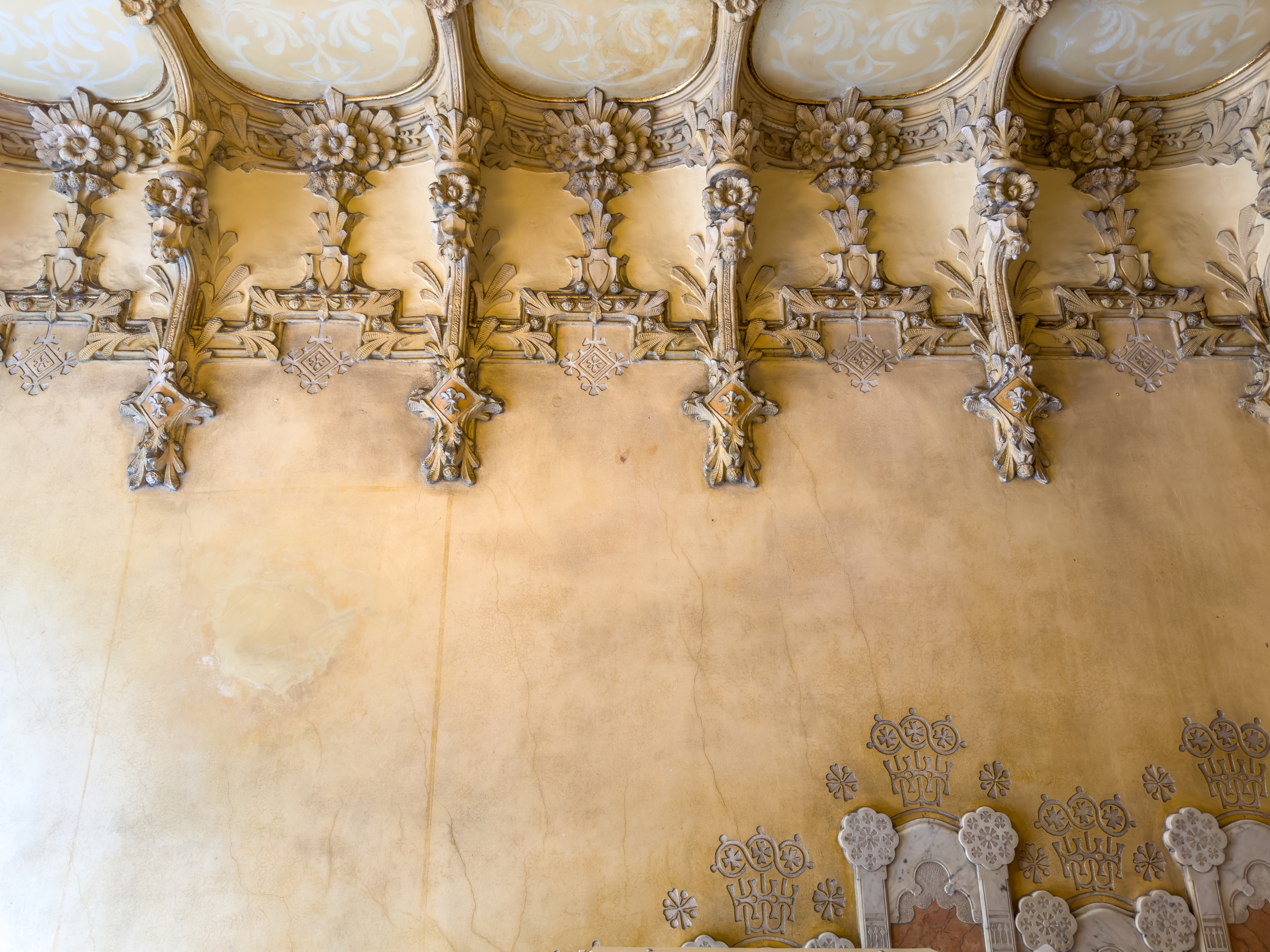
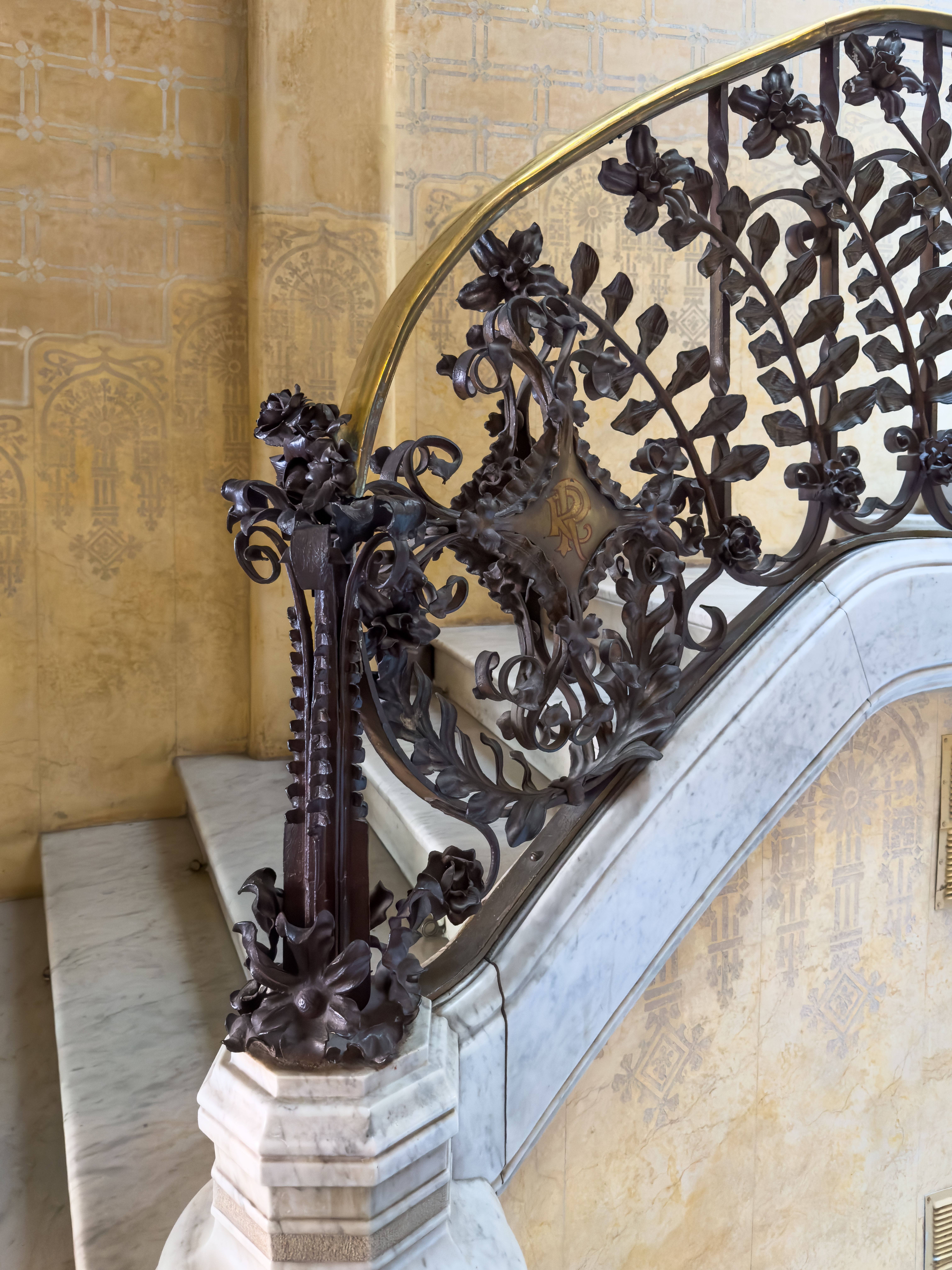
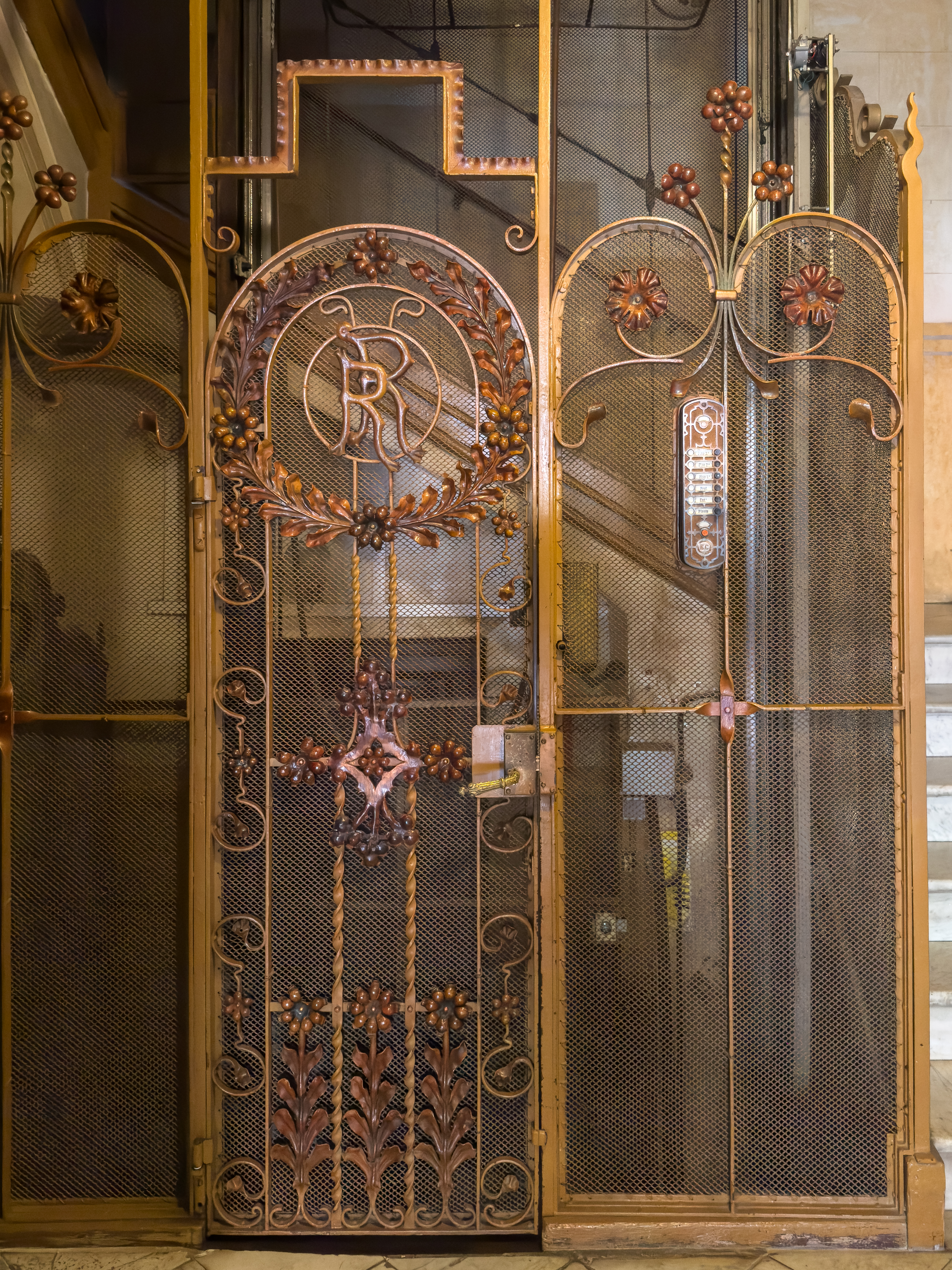
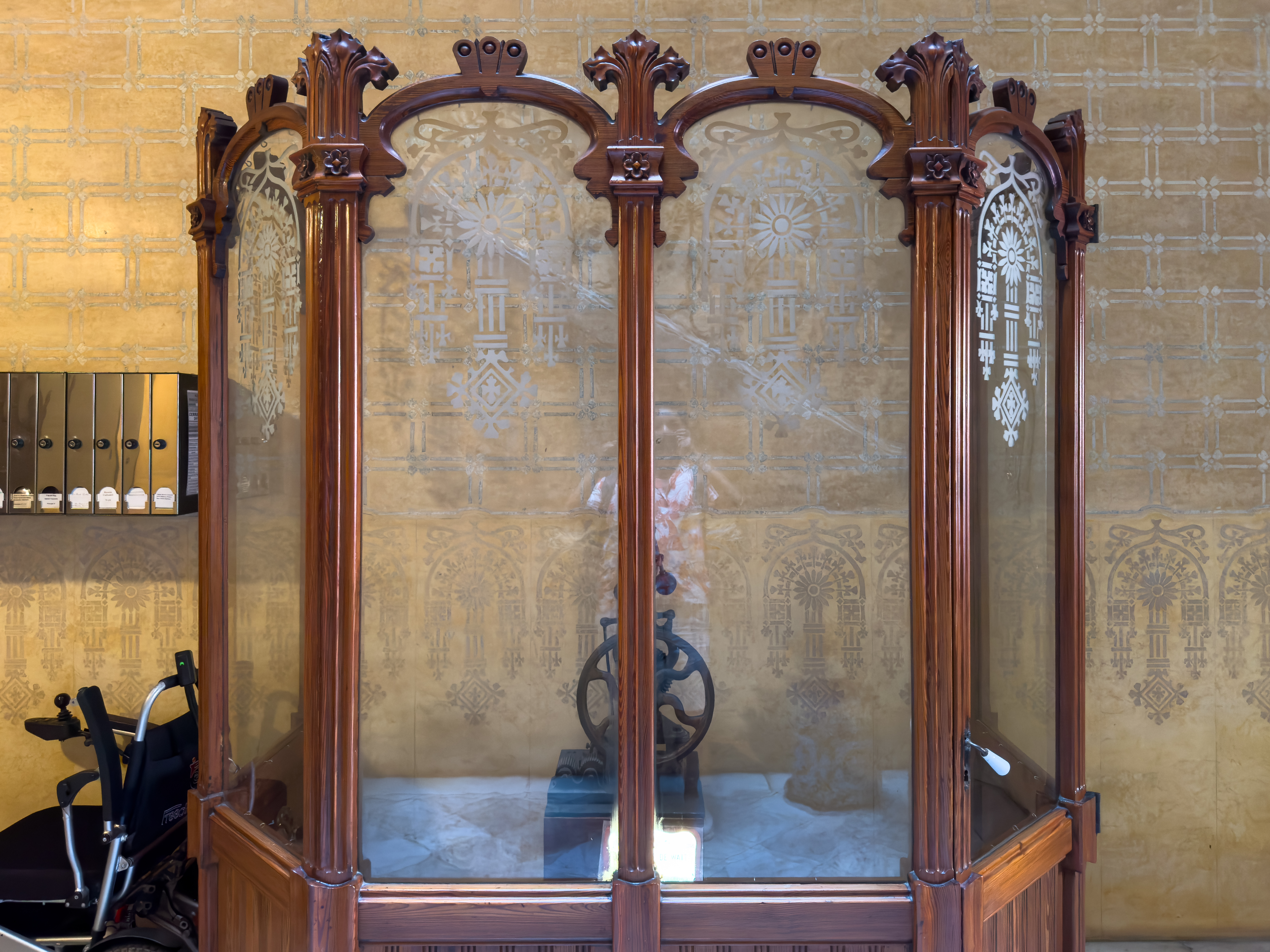
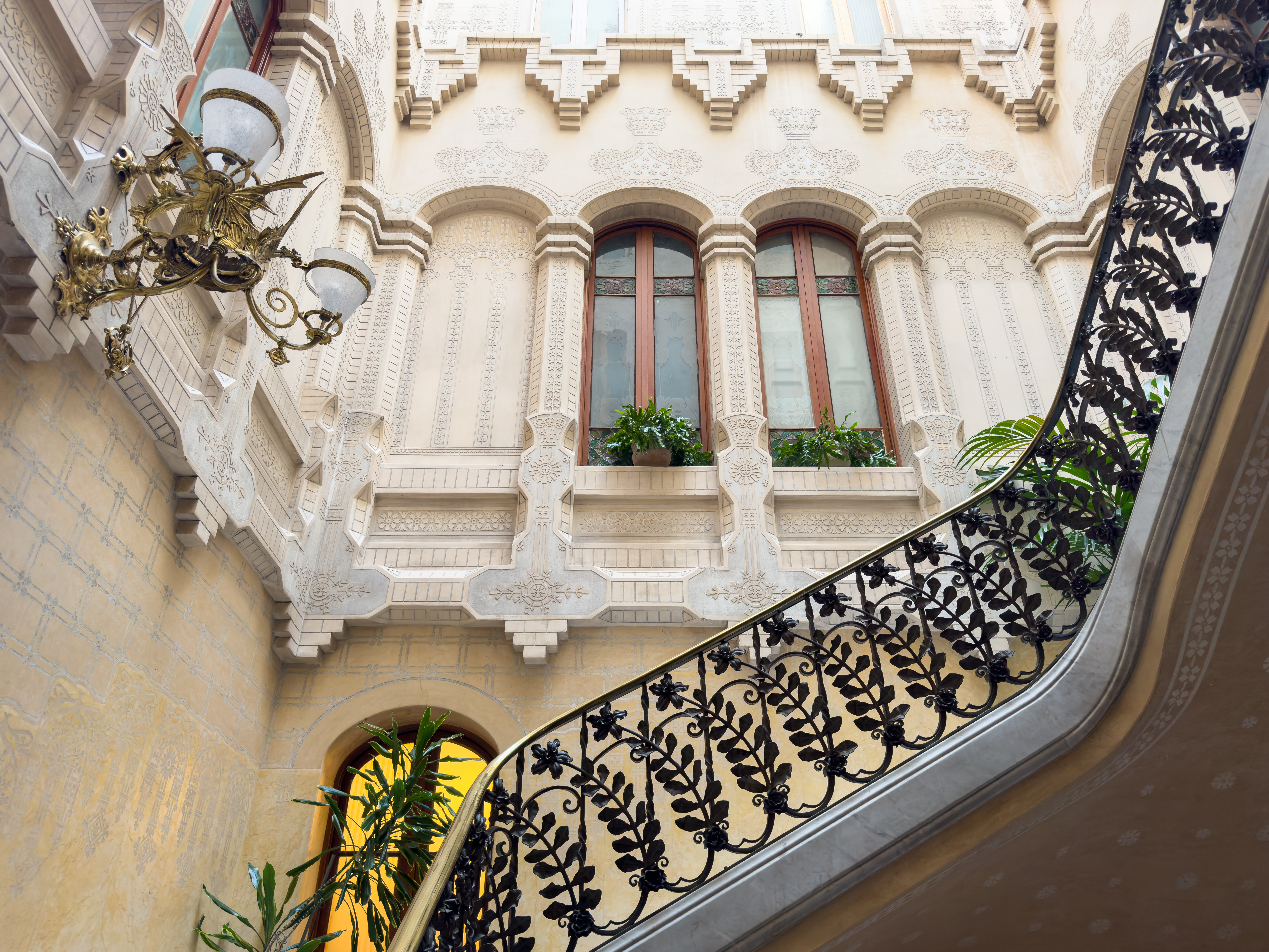
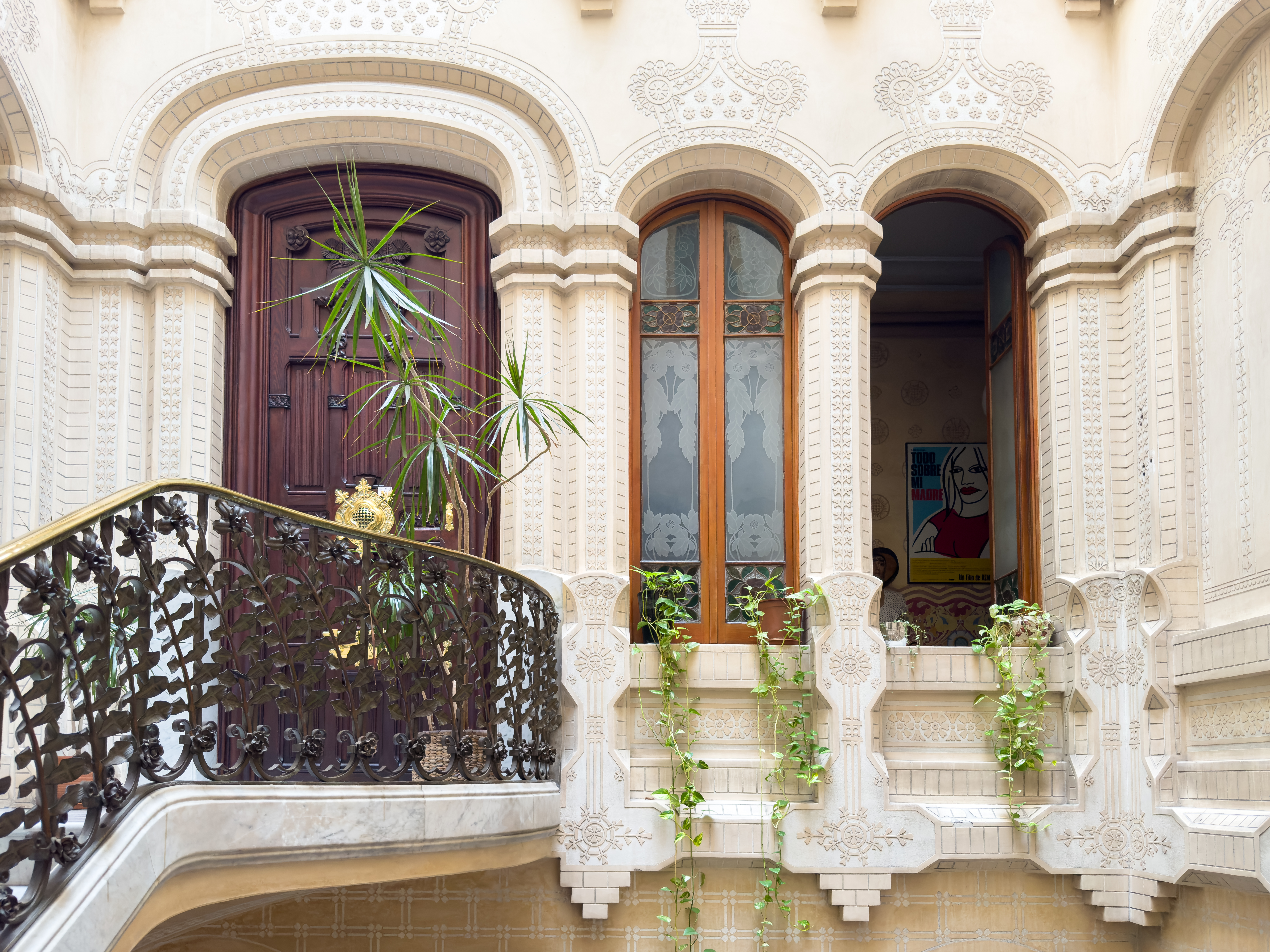
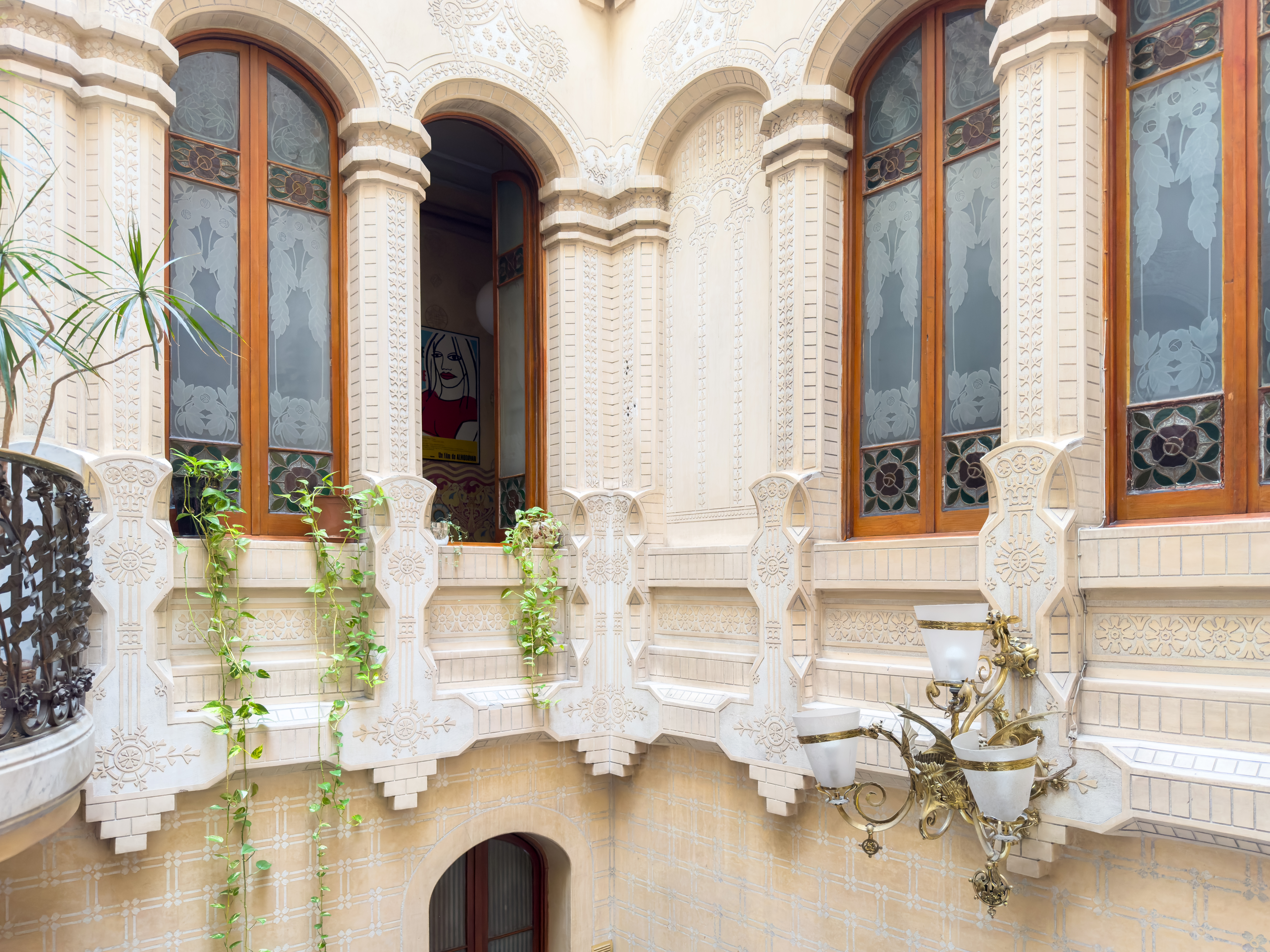
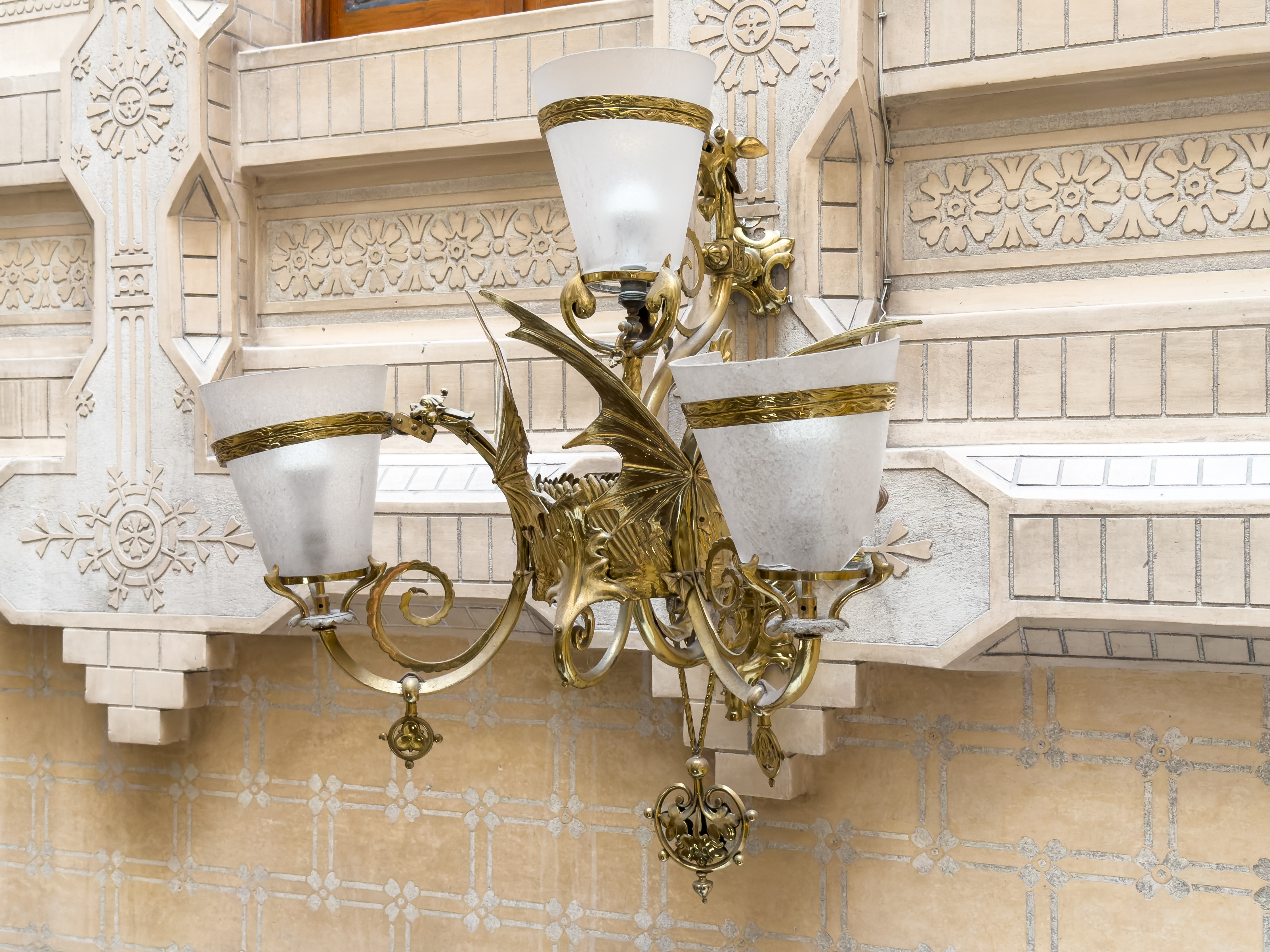
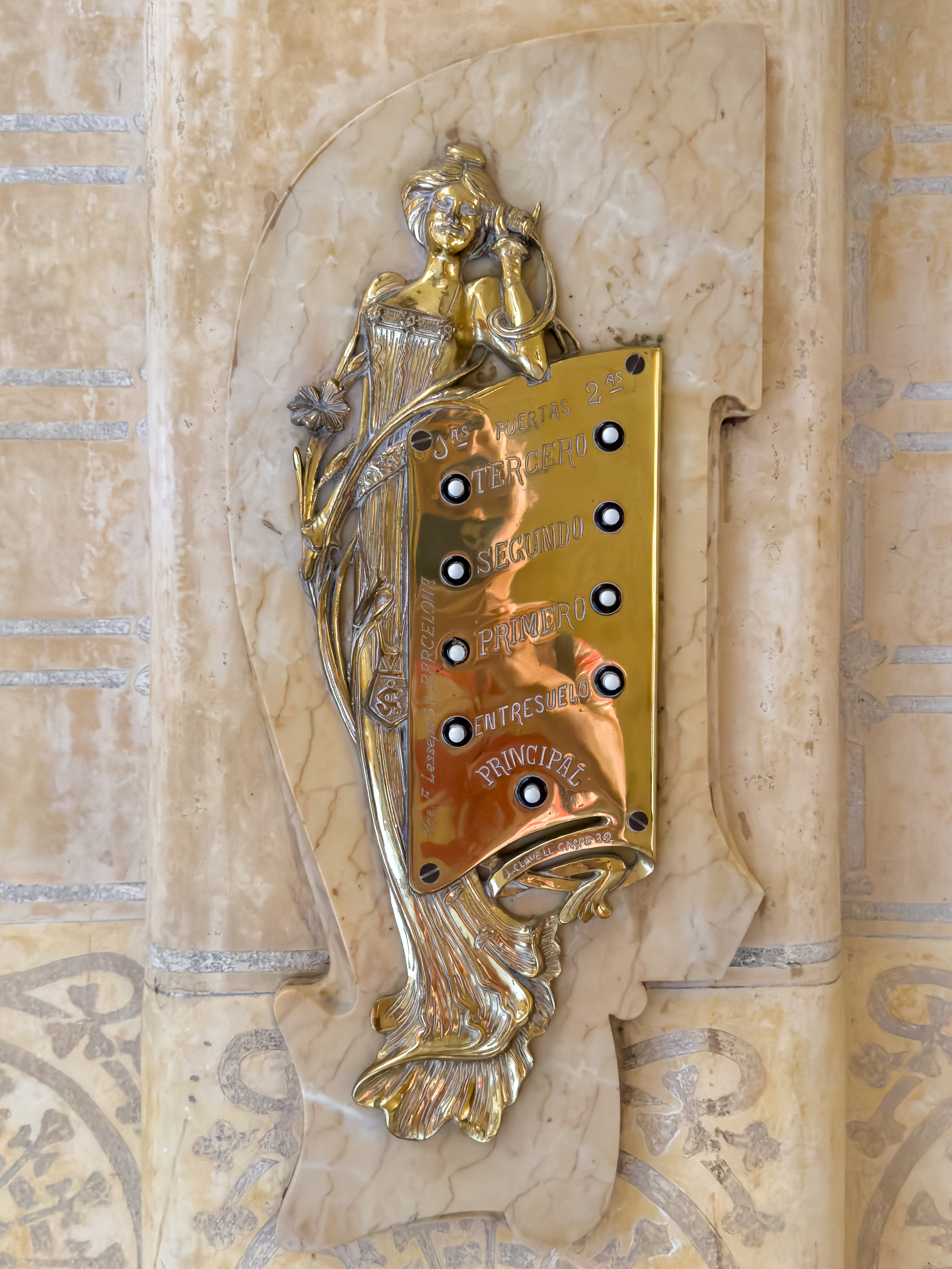
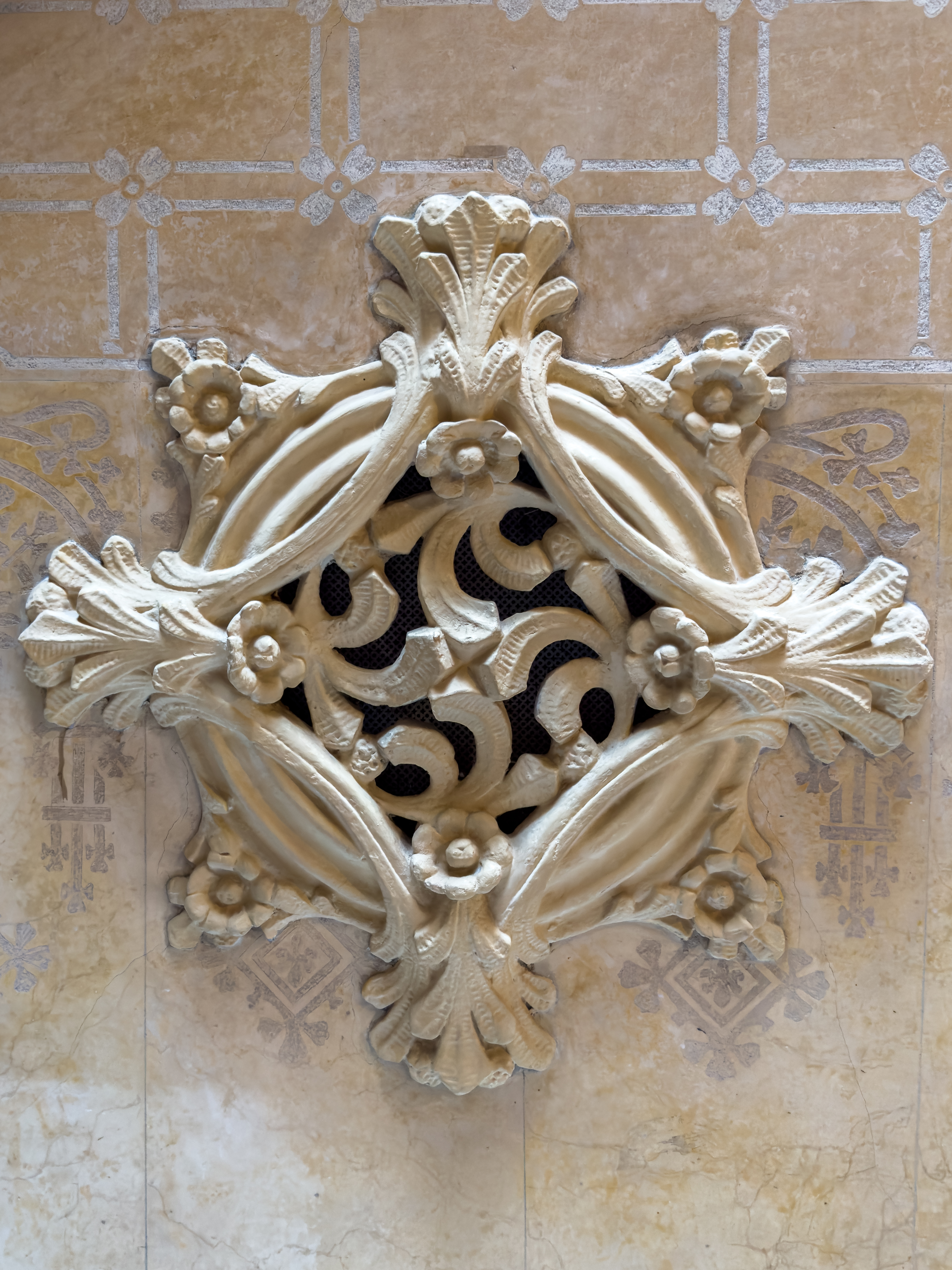